# Maria-Magdalenen-Kloster (Tripoli)
Das Maria-Magdalenen-Kloster war ein Kloster der Zisterzienserinnen in Tripoli im heutigen Staat Libanon. Es existierte in der von den Kreuzfahrern errichteten Grafschaft Tripolis.

## Geschichte
Das Zisterzienserinnenkloster zu Tripoli war eine Tochtergründung des Maria-Magdalenen-Klosters in Akkon. 1238 beanspruchte der Abt der Zisterzienserabtei Balamand die Aufsicht über das Nonnenkloster. Das Generalkapitel des Zisterzienserordens entschied jedoch 1239, Tripoli wie das Mutterkloster in Akkon direkt der Primarabtei Citeaux zu unterstellen. Das Maria-Magdalenen-Kloster dürfte mit dem Fall von Tripoli 1289 untergegangen sein.
Bereits 1188 waren Zisterzienserinnen vor der Bedrohung durch die Sarazenen aus Tripoli geflohen. Bischof Bartholomäus von Agrigento besetzte mit ihnen das Priorat St. Angel und Michael in Prizzi auf Sizilien.

## Bauten und Anlage
Angaben über Lage und Bau des Klosters waren nicht zu ermitteln.